# Ребекка Кріді
Ребекка Кріді (англ. Rebecca Creedy, 12 березня 1983) — австралійська плавчиня.
Призерка Чемпіонату світу з водних видів спорту 1998 року.
Призерка Чемпіонату світу з плавання на короткій воді 1999 року.
Призерка Пантихоокеанського чемпіонату з плавання 1999 року.
Переможниця Ігор Співдружності 1998 року, призерка 2002 року.